# V701 Coronae Australis
V701 Coronae Australis (V701 CrA) es una estrella de magnitud aparente +5,73 encuadrada en la constelación de Corona Austral.
Se encuentra, de acuerdo a la nueva reducción de los datos de paralaje de Hipparcos, a 223 años luz del sistema solar.
V701 Coronae Australis es una gigante o subgigante blanco-amarilla de tipo espectral F2III/IV.
Con una edad de 1100 millones de años, es una estrella evolucionada semejante a Caph (β Cassiopeiae) o a χ Leonis.
Tiene una temperatura efectiva de 6982 K y una luminosidad 19 veces superior a la luminosidad solar.
Tiene un diámetro angular de 3,8 × 10-4 segundos de arco; valor que, una vez considerada la distancia a la que se encuentra, permite evaluar su diámetro, siendo éste 2,8 veces más grande que el del Sol.
Rota a gran velocidad, siendo su velocidad de rotación igual o mayor de 265 km/s.
Es 1,8 veces más masiva que el Sol y su contenido metálico es prácticamente igual al solar, siendo su índice de metalicidad [Fe/H] = -0,01.
V701 Coronae Australis es una variable Delta Scuti que experimenta ligeros cambios de luminosidad producidos por pulsaciones radiales y no-radiales en su superficie; la antes citada Caph y υ Ursae Majoris son variables de esta clase.
El período de oscilación de V701 Coronae Australis es de 0,1353 días (3 horas y cuarto), siendo su variación de brillo de sólo 0,020 magnitudes.